# Barsalogho
Cet article concerne le village chef-lieu. Pour le département et la commune rurale, voir Barsalogho (département).
Barsalogho est un village du département et la commune rurale de Barsalogho, dont il est le chef-lieu, situé dans la province du Sanmatenga et la région du Centre-Nord au Burkina Faso. 

## Géographie

### Situation
Barsalogho se trouve à 30 km au nord de Kaya, le chef-lieu de la province.

### Démographie
- En 2003, le village comptait 8 677 habitants estimés[2].
- En 2006, le village comptait 10 108 habitants recensés[1].

## Histoire
La ville de Barsalogho accueille, depuis 2019, un important camp de déplacés internes (avec celui de Foubé) ayant fui les attaques djihadistes perpétrées en janvier de cette année-là notamment lors du massacre de Yirgou et de Gassékili.
Le 24 août 2024, elle est le lieu d'un massacre commis par les djihadistes du Groupe de soutien à l'islam et aux musulmans qui tuent au moins 100 à 200 civils et miliciens en train de creuser des tranchées autour de la ville.

## Éducation et santé
Barsalogho accueille le centre médical avec antenne chirurgicale (CMA) de la province tandis que le centre hospitalier régional (CHR) se trouve à Kaya